# 菲角
54°27′S 3°28′E / 54.450°S 3.467°E
菲角（德語：Kap Fie），是南極洲的海岬，位於鮑威特島東南端，在1898年由德國探險隊繪入地圖，由挪威的探險隊命名，並由該國的南極領地管轄。